# アーティス・ギルモア
アーティス・ギルモア（Artis Gilmore, 1949年9月21日 - ）は、アメリカ合衆国の元プロバスケットボール選手。ポジションはセンター。1970年代から80年代にかけてABA及びNBAを代表するビッグマンとして活躍し、2011年にバスケットボール殿堂入りを果たした。
ニックネームのThe A-Trainは、670試合連続出場を達成した彼の頑丈さに由来している。

## 経歴

### 大学時代
フロリダ州チップリー出身のギルモアは、ガードナー・ウェブ短期大学で2年間プレーした後ジャクソンビル大学に転校した。ジャクソンビル大学では2年間で平均24.3得点22.7リバウンドを記録し、NCAA史上5人しかいないキャリア平均20得点20リバウンドの達成者となった。また、両方の年でNCAAディビジョンⅠリバウンド王を獲得しており、キャリア平均22.7リバウンドは今なおNCAA史上1位の記録である。1970年にはチームを初のNCAAトーナメント決勝に導いたが、シドニー・ウィックス率いるUCLAに敗北した。最終学年時の1971年にはオールアメリカ1stチームに選ばれている。

### ABA
1971年、大学を卒業したギルモアはABA入りすることを表明し、10年250万ドルの契約でケンタッキー・カーネルズに入団した（NBAのシカゴ・ブルズからも全体117位指名を受けている）。
ギルモアは1年目から支配的な活躍を見せ、平均23.8得点17.8リバウンドの成績でリバウンド王を獲得するとともに、カーネルズをリーグトップの68勝に導いた。ギルモアはジュリアス・アービングを抑えて新人王に輝き、さらにルーキーながらMVPを受賞した。その他オールスター、オールABA1stチーム、オールルーキー1stチームにも名を連ねた。チームはプレーオフのディビジョン準決勝で敗退している。
2年目の1972-73シーズン、ギルモアは平均20.8得点17.6リバウンドで2年連続のリバウンド王に輝いた。ダン・イッセルとギルモアを擁したカーネルズは56勝を記録して2年ぶりのファイナル進出を果たしたが、インディアナ・ペイサーズに3勝4敗で屈した。翌1973-74シーズンには自己最高の平均18.3リバウンドを記録し、3年連続リバウンド王受賞を達成した。また、オールスターでは18得点13リバウンド4ブロックをあげてMVPを獲得している。
1974-75シーズン、ギルモアはキャリアで初めてリバウンド王を逃すも、平均23.6得点16.2リバウンドの好成績をあげた。カーネルズはリーグ2位の58勝を記録してファイナルに進出し、インディアナ・ペイサーズを4勝1敗で破って初優勝を果たした。ギルモアはファイナル平均25.0得点21.0リバウンド、シリーズ最終戦では28得点31リバウンドと圧巻のパフォーマンスを見せてプレーオフMVPを受賞した。
ABAでのラストシーズンとなった1975-76シーズン、ギルモアは平均24.6得点15.5リバウンドで自身4度目のリバウンド王を獲得した。しかしシーズン前にダン・イッセルをトレードで失ったカーネルズは46勝に留まり、プレーオフでも準決勝で敗退した。シーズン終了後、ABAとNBAの合併に伴ってカーネルズは解散した。
ギルモアはABAでプレーした5年間で平均22.3得点17.1リバウンド3.4ブロック、フィールドゴール成功率.557を記録した。通算7,169リバウンドはABA史上2位、1,431ブロックは同1位の数字である。また、全てのシーズンでオールスターとオールABA1stチームに選ばれ、オールディフェンシブ1stチームにも4年連続で名を連ねた。ギルモアはメル・ダニエルズやジュリアス・アービングと並んでABA史上最重要選手の1人と見なされており、1997年に発表されたABAオールタイムチームには満票で選出されている。

### NBA
1976年、ギルモアは元ABA選手を対象としたエクスパンション・ドラフトにおいて全体1位指名を受けシカゴ・ブルズに入団した。NBA2年目の1977-78シーズンには平均22.9得点13.1リバウンドの好成績でオールスターに選ばれ、オールディフェンシブ2ndチーム入りも果たすなど、NBAでもリーグ屈指のビッグマンとしての地位を確立した。翌1978-79シーズンはNBAで自己最高となる平均23.7得点を記録したが、1979-80シーズンに怪我で34試合を欠場し、プロデビュー以来の連続フル出場が8年で途切れた。
1980-81シーズン、完全復活したギルモアは平均17.9得点10.1リバウンドでオールスターに復帰し、チームをプレーオフのカンファレンス準決勝に導いた。また、リーグ首位のフィールドゴール成功率.670を記録し、この年から4年連続で成功率1位となった。その後もう1シーズンをブルズでプレーし、1982年にサンアントニオ・スパーズに移籍した。ブルズでは7シーズンで平均19.3得点11.1リバウンドを記録し、オールスターに4度選出された。
スパーズ1年目の1982-83シーズン、ギルモアは平均18.0得点12.0リバウンドをあげ、ジョージ・ガービンとともにチームをカンファレンス決勝に導いた。以降もスパーズの大黒柱として安定した成績を残し続け、1986年にはプロ通算11度目となるオールスター出場を果たした。その後1987年にトレードで古巣シカゴ・ブルズに復帰し、シーズン途中でボストン・セルティックスに移籍した。1987-88シーズン終了後、ギルモアはNBAを去ってイタリアのプロリーグに移り、1シーズンプレーした後現役を引退した。
ABAとNBAを合算した成績は、1,329試合の出場で通算24,941得点16,330リバウンド3,178ブロック（平均18.8得点12.3リバウンド2.4ブロック）、フィールドゴール成功率.582であった。生涯通算20,000得点15,000リバウンドを達成した選手はギルモアを含め史上6人しかいない。また、NBAで記録したフィールドゴール成功率.599は史上5位（引退選手の中では1位）の数字である。
2011年、ギルモアはバスケットボール殿堂入りを果たした。

## 個人成績
| *    | リーグ1位       |
| 太字 | キャリアハイ    |
| †    | ABAチャンピオン |

### レギュラーシーズン
| Season   | Team     | GP   | GS  | MPG   | FG%   | 3P%   | FT%  | RPG   | APG | SPG | BPG | PPG  |
| -------- | -------- | ---- | --- | ----- | ----- | ----- | ---- | ----- | --- | --- | --- | ---- |
| 1971-72  | KEN      | 84   | –   | 43.6  | .598* | –     | .646 | 17.8* | 2.7 | –   | 5.0 | 23.8 |
| 1972-73  | KEN      | 84   | –   | 41.7  | .559* | .500  | .643 | 17.6* | 3.5 | –   | 3.1 | 20.8 |
| 1973-74  | KEN      | 84   | –   | 41.7* | .493  | .000  | .667 | 18.3* | 3.9 | 0.7 | 3.4 | 18.7 |
| 1974-75† | KEN      | 84   | –   | 41.6* | .580  | .500  | .696 | 16.2  | 2.5 | 0.8 | 3.1 | 23.6 |
| 1975-76  | KEN      | 84   | –   | 39.1  | .552  | –     | .682 | 15.5* | 2.5 | 0.7 | 2.4 | 24.6 |
| 1976–77  | CHI      | 82   | –   | 35.1  | .522  | –     | .660 | 13.0  | 2.4 | 0.5 | 2.5 | 18.6 |
| 1977–78  | CHI      | 82   | –   | 37.4  | .559  | –     | .704 | 13.1  | 3.2 | 0.5 | 2.2 | 22.9 |
| 1978–79  | CHI      | 82   | –   | 39.8  | .575  | –     | .739 | 12.7  | 3.3 | 0.6 | 1.9 | 23.7 |
| 1979–80  | CHI      | 48   | –   | 32.7  | .595  | –     | .712 | 9.0   | 2.8 | 0.6 | 1.2 | 17.8 |
| 1980–81  | CHI      | 82   | –   | 34.5  | .670* | –     | .705 | 10.1  | 2.1 | 0.6 | 2.4 | 17.9 |
| 1981–82  | CHI      | 82   | 82  | 34.1  | .652* | 1.000 | .768 | 10.2  | 1.7 | 0.6 | 2.7 | 18.5 |
| 1982–83  | SAS      | 82   | 82  | 34.1  | .626* | .000  | .740 | 12.0  | 1.5 | 0.5 | 2.3 | 18.0 |
| 1983–84  | SAS      | 64   | 59  | 31.8  | .631* | .000  | .718 | 10.3  | 1.1 | 0.6 | 2.1 | 15.3 |
| 1984–85  | SAS      | 81   | 81  | 34.0  | .623  | .000  | .749 | 10.4  | 1.6 | 0.5 | 2.1 | 19.1 |
| 1985–86  | SAS      | 71   | 71  | 33.7  | .618  | .000  | .701 | 8.5   | 1.4 | 0.5 | 1.5 | 16.7 |
| 1986–87  | SAS      | 82   | 74  | 29.3  | .597  | –     | .680 | 7.1   | 1.8 | 0.5 | 1.2 | 11.4 |
| 1987–88  | CHI      | 24   | 23  | 15.5  | .513  | –     | .514 | 2.6   | 0.4 | 0.2 | 0.5 | 4.2  |
| 1987–88  | BOS      | 47   | 4   | 11.1  | .574  | –     | .527 | 3.1   | 0.3 | 0.2 | 0.4 | 3.5  |
| Career   | Career   | 1329 | 476 | 35.5  | .582  | .150  | .698 | 12.3  | 2.3 | 0.6 | 2.4 | 18.8 |
| All-Star | All-Star | 11   | 2   | 21.4  | .609  | –     | .642 | 7.1   | 1.3 | 0.7 | 1.2 | 10.7 |

### プレーオフ
| Year   | Team   | GP  | GS | MPG   | FG%   | 3P%  | FT%  | RPG   | APG | SPG | BPG  | PPG  |
| ------ | ------ | --- | -- | ----- | ----- | ---- | ---- | ----- | --- | --- | ---- | ---- |
| 1972   | KEN    | 6   | –  | 47.5* | .571  | .000 | .711 | 17.7  | 4.2 | –   | –    | 21.8 |
| 1973   | KEN    | 19  | –  | 41.1  | .544  | –    | .626 | 13.7  | 3.9 | –   | –    | 19.0 |
| 1974   | KEN    | 8   | –  | 43.0  | .559  | –    | .576 | 18.6* | 3.5 | 0.9 | 3.8* | 22.5 |
| 1975†  | KEN    | 15  | –  | 45.3  | .539  | –    | .772 | 17.6* | 2.5 | 1.0 | 2.1  | 24.1 |
| 1976   | KEN    | 10  | –  | 39.0  | .608* | –    | .757 | 15.2* | 1.9 | 1.1 | 3.6* | 24.2 |
| 1977   | CHI    | 3   | –  | 42.0  | .475  | –    | .783 | 13.0  | 2.0 | 1.0 | 2.7  | 18.7 |
| 1981   | CHI    | 6   | –  | 41.2  | .583  | –    | .691 | 11.2  | 2.0 | 1.0 | 2.8* | 18.0 |
| 1983   | SAS    | 11  | –  | 36.5  | .576  | –    | .696 | 12.9  | 1.6 | 0.8 | 3.1  | 16.7 |
| 1985   | SAS    | 5   | 5  | 37.0  | .558  | –    | .689 | 10.0  | 1.4 | 0.4 | 1.4  | 17.8 |
| 1986   | SAS    | 3   | 3  | 35.7  | .667  | .000 | .571 | 6.0   | 1.0 | 2.3 | 0.3  | 13.3 |
| 1988   | BOS    | 14  | 0  | 6.1   | .500  | –    | .500 | 1.4   | 0.1 | 0.0 | 0.3  | 1.1  |
| Career | Career | 100 | 8  | 36.3  | .561  | .000 | .688 | 12.7  | 2.3 | 0.8 | 2.2  | 17.7 |